# Draškovec
Draškovec (ung. Ligetvar) ist ein Ort in Kroatien. Draškovec liegt in der Nähe des Flusses Drau (Drava) und ist ca. 5 km von Ungarn, 30 km von Slowenien, 75 km von Österreich und ca. 100 km von der kroatischen Hauptstadt Zagreb entfernt. Nahe gelegene Städte sind Čakovec, Prelog und die Stadt Ludbreg.
Bei der Volkszählung 2021 hatte der Ort 539 Einwohner.

## Geschichte
Draškovec (ungarisch Ligetvar) ist eine Ortschaft in der Region und Gespanschaft Medjimurje in Nordkroatien. Vor dem Ersten Weltkrieg gehörte sie zum Kaiser- und Königreich Österreich-Ungarn. Nach dem Ersten Weltkrieg lag sie im Königreich der Serben, Kroaten und Slowenen, welches später in das Königreich Jugoslawien umbenannt wurde. Von 1941 bis 1945 war Draškovec unter ungarischer Besatzung, wurde dann von 1945 bis 1991 Teil Jugoslawiens und gehört seit 1992 zur Republik Kroatien.

## Bildung
Draškovec besitzt einen Kindergarten, eine Grund- und Hauptschule.

## Sport
Im Ort wirken zwei Vereine, u. a.
- Fußballverein NK Draškovec
- Fischverein SRD Smud

## Sehenswürdigkeiten
Draškovec besitzt eine Kirche mit zwei Glockentürmen und einem Park.

## Weblink
- Kroatische Webseite mit Bildern